# Points of View

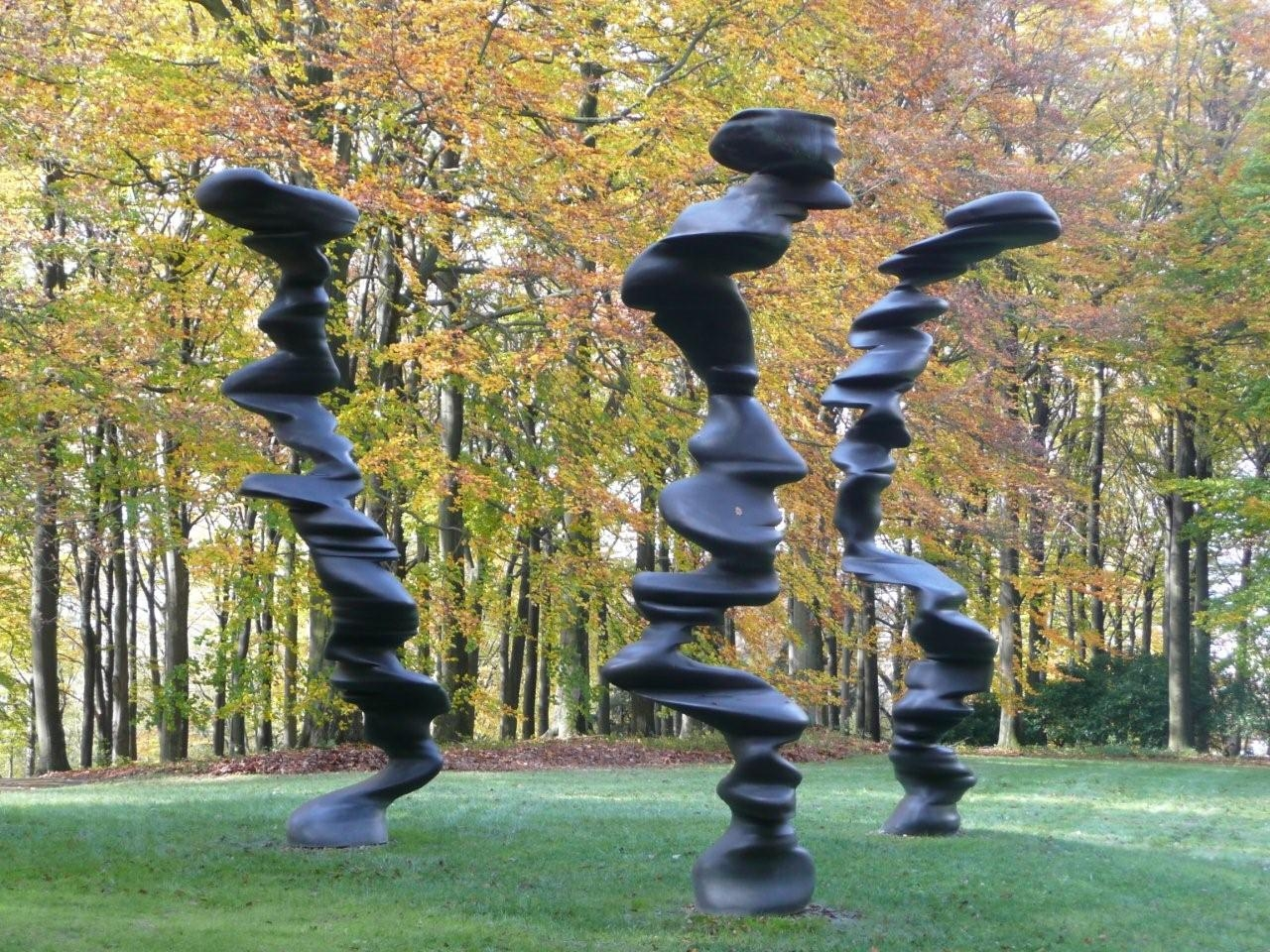
Version der Points of View von 2007 im Skulpturenpark Waldfrieden, Wuppertal, 2007, Maße 550 × 120 × 175 cm

Points of View (‚Blickwinkel‘ oder ‚Gesichtspunkte‘) ist der Titel einer Werkreihe von Skulpturen des Bildhauers Tony Cragg aus dem Jahr 2002. Die Arbeiten dieser Reihe bestehen in der größten Version aus drei etwa 12,5 Meter hohen säulenartigen Gebilden, die manchmal an den Eckpunkten eines gleichseitigen Dreiecks aufgestellt sind. Zahlreiche Varianten in verschiedenen Größen und aus unterschiedlichem Material befinden sich an mehreren öffentlichen und privaten Standorten und Sammlungen in Europa.

## Beschreibung
Die an schnell rotierende Körper erinnernden säulenförmigen Objekte mit ihren organischen Formen erzeugen, aus bestimmten Perspektiven betrachtet, Eindrücke von menschlichen Profilen. Erzeugt wird dies durch Formen, die flach, gewölbt, teilweise kantig und weich fließend erscheinen. Die Skulpturen erwecken den Eindruck einer plötzlich innehaltenden tanzenden schraubenförmigen Bewegung. Points of View ist eine Fortführung von Craggs Arbeit Early Forms von 1990. Viele seiner Arbeiten entstanden durch das Aufeinanderstapeln von Materialien, wobei die Einzelteile teilweise sichtbar bleiben. Der Stil des Künstlers vermittelt durch die vertikal organisierten spiralförmigen Formen die Metamorphose der Materie durch aerodynamische Formen. Die Points of View sind der von Cragg seit 1996 konzipierten Werkgruppe Rational Beings (rationale Wesen) zuzuordnen, deren „Kernthemen das bewegte axiale Gerüst“ darstellen sollen. Die Skulpturen dieser Werkgruppe sind weder organisch noch architektonisch aufzufassen, sondern als dynamische Gebilde. Dynamisch verhält sich natürliche Materie, wie ablaufendes rotierendes Wasser aus einem Behälter oder ein Tornado. Diese teilweise bestürzende Wirbelbildung der Materie kann durchaus beabsichtigte Auswirkungen auf die Psyche des Betrachters haben. Cragg versucht mit seinen Points of View und vergleichbaren anderen Werken der Rational Beings eine große dynamische Spannung mit einer betonten Vertikale zu erreichen, aber in der Wahrnehmung sollen sie labil und gegen die Schwerkraft gerichtet erscheinen. Den britischen Kunstkritiker Mark Hudson erinnert Points of Views an den italienischen Futurismus des frühen 20. Jahrhunderts.
Tony Cragg schreibt über seine Arbeit:

„Meine Erfahrung mit der Skulptur zeigt, dass sie eine unglaublich dynamische und bewegte Sache ist. Es hat etwas sehr Unmittelbares, das Material zu lesen.“

„Die Spannungsfelder zwischen dem was wir wissen und was wir nicht wissen, dem was wir sehen und nicht sehen, dem was wir als rational und irrational empfinden und dem was wir fühlen und nicht fühlen bilden das Subjekt dieser Skulptur“

Grundlage des Entwurfs für die elliptischen Formen waren zunächst Papierschablonen, die danach auf Sperrholz übertragen und ausgesägt wurden. Cragg berichtet, dass er diese Ellipsen nach drei gezeichneten Profilen des Gesichts seines Sohnes John in horizontaler Lage formte. Die in rechten Winkeln zueinander stehenden Profile erhielten zwei zeichnerische Achsen, die in das gewünschte Längenverhältnis gebracht wurden.

## Skulpturen und Ausstellungen (Auswahl)
- 2005 Málaga Straßeninstallation an der Kreuzung der Calle Larios und der Calle Strachan.[8]
- 2007 Skulpturenpark Waldfrieden, Wuppertal[9]
- 9. Juni 2017, goldfarbene Points of View, aufgestellt vor der Kunsthalle Malmö. Die einzelnen Säulen wiegen zwischen 9 und 12 Tonnen und haben eine Höhe von rund 12,5 m.[10]
- 11. Februar – 3. September 2017, Tony Cragg im Musée d’Art Moderne Grand-Duc Jean (Mudam) Luxemburg[5]
- Seit 2022 in Monheim am Rhein[11]